# باشگاه ورزشی کپنهاگن بلد کلاب
باشگاه ورزشی کپنهاگن بلد کلاب (انگلیسی: Kjøbenhavns Boldklub) یک باشگاه حرفه ای چند ورزشی دانمارکی مستقر در کپنهاگ است.
این باشگاه در ۲۶ آوریل ۱۸۷۶ در زمین‌های چمنی در خارج از کپنهاگ تأسیس شد که بعداً به Fælledparken تبدیل شد.
تنیس از سال ۱۸۸۳ بازی می‌شود. این باشگاه در سال ۱۹۲۱ میزبان یکی از رشته‌های اصلی تنیس بود: مسابقات جهانی زمین سرپوشیده که در آن سال توسط ویلیام لورنتس قهرمان شد. امروزه در کنار ورزش‌هایی که قبلاً ذکر شد، این باشگاه امکاناتی برای بدمینتون، شنا و پتانک نیز دارد.
فوتبال و کریکت از سال ۱۸۷۹ در KB بازی می‌شود، به این معنی که تیم فوتبال KB اولین باشگاه در قاره اروپا بود و موفق‌ترین باشگاه دانمارک شد و رکورد مشترک ۱۵ عنوان قهرمانی دانمارک را از سال ۱۹۱۳ تا ۱۹۸۰ به دست آورد. در سال ۱۹۹۱، KB و B 1903 تیم‌های فوتبال حرفه ای خود را ادغام کردند و باشگاه فوتبال کپنهاگ را تشکیل دادند. تا ۱ ژانویه ۲۰۰۹، باشگاه ذخیره فوتبال کپنهاگ با نام KB بازی می‌کرد